# Fokke Sytzes Reiding
Fokke Sytzes Reiding (Zuiderdrachten, 12 mei 1806 - Drachten, 4 februari 1887) was een Nederlandse politicus.

## Loopbaan
Reiding was een zoon van Sytze Fokkes Reiding en Hebbeltje Veenstra. Hij studeerde rechten aan de Rijksuniversiteit Groningen en studeerde magna cum laude af in 1828. Hij trouwde in 1830 met Johanna Louiza Rosier van Wartum en hertrouwde in 1835 met Johanna Maria Lohman, lid van de familie Lohman.
Mr. Reiding werd rond 1831 in zijn geboorteplaats secretaris van de grietenij (later gemeentesecretaris). Hij was daarnaast lid van de Provinciale Staten (1850-1868). In 1868 volgde hij Epeus Manger Cats op als burgemeester van Smallingerland. In 1886 trad hij af. Hij overleed enkele maanden later op 78-jarige leeftijd.